# Nova Vas (Brtonigla)
Nova Vas (olaszul: Villanova del Quieto) falu Horvátországban, Isztria megyében. Közigazgatásilag Brtoniglához tartozik.

## Fekvése
Az Isztria északnyugati részén, Umagtól 14 km-re, községközpontjától 2 km-re délkeletre a Mirna völgyének közelében levő termékeny dombvidéken fekszik. Településrészei: Nova Vas, Špinutija, Donji Srbani, Gornji Srbani, Medelini, Pavići, Čendaki, Dubac és Brekija.

## Története
Területén már a történelem előtti időben is éltek emberek. Ezt bizonyítják az ősi várnyomok és erődített településmaradványok. A Mirna völgyében levő barlangokból újkőkori, valamint az i. e. 2100 – i. e. 1000 közötti, a bronzkorból származó eszközök kerültek elő. Ma is felismerhetők a korabeli várak, erődített települések vastag falai, melyek helyenként a 3 métert is meghaladják. Közülük a legismertebb a falu melletti Valaronnak, vagy Gradinának nevezett helyen található. A rómaiak előtt a félszigetnek is nevet adó hisztri törzs uralta e vidéket. A rómaiak i. e. 177-ben véres csaták során foglalták el az Isztriai-félszigetet. A középkorban a falu területén több település is volt, melyek gyakran szenvedtek a bujei és novigradi hűbéruraik közötti viszályok miatt. A 11. században az aquileiai pátriárka hűbérbirtoka lett. A 13. században a momjani uradalomhoz tartozott. A 14. századtól a 18. század végéig a Velencei Köztársaság birtoka volt. Régi plébániatemploma Srbani település mellett állt, de onnan a malária által megtizedelt lakosság a Mirnától távolabbi dombos vidékre települt át. Itt építették fel 1552-ben a mai plébániatemplomot. A járványok miatt kipusztult lakosság helyett a 17. században dalmáciai menekültekkel népesítették be. 1797-ben a napóleoni háborúk következtében megszűnt a Velencei Köztársaság és az Isztriával együtt a település is Habsburg uralom alá került. 1805-ben Napóleon a francia fennhatóság alatt álló Illír provincia részévé tette. Napóleon bukása után 1813-ban az egész Isztriával együtt ismét a Habsburg birodalom részévé vált és maradt 1918-ig. 1857-ben 353, 1910-ben 667 lakosa volt. Az első világháború után a rapallói szerződés értelmében Isztria az Olasz Királysághoz került. 1943-ban az olasz kapitulációt követően német megszállás alá került, mely 1945-ig tartott. A második világháború után a párizsi békeszerződés értelmében Jugoszlávia része lett, de 1954-ig különleges igazgatási területként átmenetileg a Trieszti B zónához tartozott és csak ezután lépett érvénybe a jugoszláv polgári közigazgatás. A település Jugoszlávia felbomlása után 1991-ben a független Horvátország része lett. 2011-ben a falunak 349 lakosa volt. Lakói főként mezőgazdasággal (ezen belül főként szőlőtermesztéssel és borászattal), kisvállalkozásokkal és turizmussal foglalkoznak.

## Nevezetességei
- Mihály arkangyal tiszteletére szentelt plébániatemploma 1552-ben épült, eredetileg az Irgalmas Szűzanya titulusát viselte. Később a régi plébániatemplom titulusát kapta.1639-ben és 1822-ben megújították. 18 méter magas harangtornya 1639-ben épült, pártázatos oromzatát 1930-ban készítették. Három harang található benne.
- A mai falutól távolabb a Mirna völgye felett áll a falu másik Szent Mihály temploma, mely a 14. században épült és 1540-ig a falu plébániatemploma volt. Ekkor a malária miatt a lakosság a folyóvölgyből a távolabbi dombok közé menekült. Ma a régi templomot temetőkápolnaként használják.
- A történelem előtti vármaradványok közül a legjelentősebb a Nova Vas mellett délkeletre található Valaron (Castelliere di Villanova).[2] A várnak a Lavra és a Valaron-patakok völgye felé nem épült védőfala, mert a természetes akadályok itt kellő biztonságot nyújtottak az ellenséges támadásokkal szemben. A nyugati oldalon még mindig látszik a bejárati kapu maradványa. 1890 novemberében és 1892 szeptemberében folytatott itt ásatásokat dr. Moriz Hörnes, melyek eredményéről Bécsben számolt be a régészeti társaság gyűlésén. Eszerint a vár a feltételezettnél valószínűleg sokkal nagyobb volt, mivel a maradványok egy ötszáz méter hosszú és kétszáz méter széles területre terjednek ki, amellyel ennek a vidéknek a legnagyobb erőssége lehetett.[2]
- Egy másik vár állt a nova vasi temető melletti Sveta Dionizija dűlőben, ebből azonban csak nagyon csekély maradványokat találtak. A föld itt is számos ókori cseréptöredéket őrzött. Alberto Puschi szerint az itteni védőfalak maradványai még a 20. század elején is jól látszottak.
- Lejjebb a tenger felé találjuk Sveti Juraj (Castel S. Giorgio, Santi Quaranta) várának romjait,[3] mely vár a múltban különös jelentőséggel bírt a Mirna folyó völgye feletti stratégiai elhelyezkedése miatt. Ez a vár is a történelem előtti időkben épült, de a római korban is megőrizte jelentőségét, sőt még a középkorban is használták. A 13. század második felében akkori birtokosa az aquileiai pátriárka újjáépíttette falait, de későbbi sorsa ismeretlen. A vár trapézoid alaprajzú maradványai különösen a téli hónapokban láthatók jól az alatta haladó útról.
- A következő vár a Mirna völgye felett Gromače (Soline) volt.[4] A várat kétsoros fal védte, melyek közül az egyik ovális alakban a település északi végét zárta le, míg a másik a felső résztől a völgy felé húzódott a természet adta védelem miatt nem teljesen zárt gyűrű alakban. A falakat nagyméretű kőtömbökből építették, melyek szélessége két méter körüli volt.[4]
- A Szent György vár melletti barlang lelőhelye[5] részben sértetlen rétegtanú, melyet a kőrézkortól a bronzkorig folyamatosan használtak és valószínűleg, legalább alkalmanként használták a késő ókorban és a kora középkorban is. A barlangnak két nagyobb ovális terme van, amelyeket keskeny alacsony folyosó köt össze. Déli bejárata van, 35–40 m hosszú és legfeljebb 6 m magas.[5]
- A mai Szent Lőrinc-templom[6] egy egyhajós, barokk épület a 17. századból, egyszerű homlokzattal, új oltárral és berendezéssel. Az utolsó feltárások során, közvetlenül az elülső fal mellett, a humuszréteg alatt építészeti maradványokat találtak, amelyek egy régebbi épület létezésének valószínűségét jelzik. A kultikus hely ősi eredetét két ókori felirat is jelzi, melyeket Iunonak és a holtak isteneinek szenteltek.[6]

## Lakosság
| Lakosság változása | Lakosság változása | Lakosság változása | Lakosság változása | Lakosság változása | Lakosság változása | Lakosság változása | Lakosság változása | Lakosság változása | Lakosság változása | Lakosság változása | Lakosság változása | Lakosság változása | Lakosság változása | Lakosság változása | Lakosság változása |
| ------------------ | ------------------ | ------------------ | ------------------ | ------------------ | ------------------ | ------------------ | ------------------ | ------------------ | ------------------ | ------------------ | ------------------ | ------------------ | ------------------ | ------------------ | ------------------ |
| 1857               | 1869               | 1880               | 1890               | 1900               | 1910               | 1921               | 1931               | 1948               | 1953               | 1961               | 1971               | 1981               | 1991               | 2001               | 2011               |
| 353                | 380                | 446                | 494                | 540                | 667                | 717                | 786                | 751                | 466                | 432                | 315                | 292                | 288                | 355                | 349                |